# Pterolophia quinquegibbicollis
Pterolophia quinquegibbicollis là một loài bọ cánh cứng trong họ Cerambycidae.